# Trout Mask Replica
A Trout Mask Replica Captain Beefheart and His Magic Band (Don Glen Vliet) harmadik dupla nagylemeze 1969-ből. Szerepel az 1001 lemez, amit hallanod kell, mielőtt meghalsz című könyvben.

## Az album dalai
| 1. | Frownland                                     | Don Van Vliet | 1:41 |
| 2. | The Dust Blows Forward 'n the Dust Blows Back | Don Van Vliet | 1:53 |
| 3. | Dachau Blues                                  | Don Van Vliet | 2:21 |
| 4. | Ella Guru                                     | Don Van Vliet | 2:26 |
| 5. | Hair Pie: Bake 1                              | Don Van Vliet | 4:58 |
| 6. | Moonlight on Vermont                          | Don Van Vliet | 3:59 |

| 1. | Pachuco Cadaver                | Don Van Vliet | 4:40 |
| 2. | Bills Corpse                   | Don Van Vliet | 1:48 |
| 3. | Sweet Sweet Bulbs              | Don Van Vliet | 2:21 |
| 4. | Neon Meate Dream of a Octafish | Don Van Vliet | 2:25 |
| 5. | China Pig                      | Don Van Vliet | 4:02 |
| 6. | My Human Gets Me Blues         | Don Van Vliet | 2:46 |
| 7. | Dali's Car                     | Don Van Vliet | 1:26 |

| 1. | Hair Pie: Bake 2      | Don Van Vliet | 2:23 |
| 2. | Pena                  | Don Van Vliet | 2:33 |
| 3. | Well                  | Don Van Vliet | 2:07 |
| 4. | When Big Joan Sets Up | Don Van Vliet | 5:18 |
| 5. | Fallin' Ditch         | Don Van Vliet | 2:08 |
| 6. | Sugar 'n Spikes       | Don Van Vliet | 2:30 |
| 7. | Ant Man Bee           | Don Van Vliet | 3:57 |

| 1. | Orange Claw Hammer           | Don Van Vliet | 3:34 |
| 2. | Wild Life                    | Don Van Vliet | 3:09 |
| 3. | She's Too Much for My Mirror | Don Van Vliet | 1:40 |
| 4. | Hobo Chang Ba                | Don Van Vliet | 2:02 |
| 5. | The Blimp (mousetrapreplica) | Don Van Vliet | 2:04 |
| 6. | Steal Softly thru Snow       | Don Van Vliet | 2:18 |
| 7. | Olda Fart at Play            | Don Van Vliet | 1:51 |
| 8. | Veteran's Day Poppy          | Don Van Vliet | 4:31 |

## Közreműködők
- Captain Beefheart – vokál, szájharmonika, tenorszaxofon, szopránszaxofon, basszusklarinét, musette, simran kürt, vadászkürt, harang
- Bill Harkleroad (Zoot Horn Rollo) –  gitár, fuvola
- Jeff Cotton (Antennae Jimmy Semens) –  gitár, vokál  a Pena és The Blimp dalon
- Victor Hayden (The Mascara Snake) – basszusklarinét, vokál
- Mark Boston (Rockette Morton) – basszusgitár
- John French (Drumbo) – dob, ütősök
- Doug Moon – gitár a China Pig dalon
- Gary "Magic" Marker – basszusgitár a Moonlight on Vermont és Veteran's Day Poppy dalon
- Frank Zappa – beszéd a Pena és The Blimp dalon
- Roy Estrada – basszusgitár a The Blimp dalon
- Arthur Tripp III – dob és ütősök a The Blimp dalon
- Don Preston – zongora a The Blimp dalon
- Ian Underwood és Bunk Gardner – alt- és tenorszaxofon a The Blimp dalon
- Buzz Gardner – trombita a The Blimp dalon

## Külső hivatkozások
- Lyrics, reviews and further details
- An appraisal of the album by Matt Groening